# Élection du président de la Confédération suisse de 2006
 (septembre 2021).
L'élection du président de la Confédération suisse de 2006, est un scrutin au suffrage indirect visant à élire le président de la Confédération suisse pour l'année 2007.
Le 13 décembre 2006, Micheline Calmy-Rey (PS) est élue présidente avec 147 voix sur les 246 membres de l'assemblée fédérale.

## Déroulement

### Processus électoral
Le président de la Confédération est élu par l'Assemblée fédérale, réunissant le Conseil national et le Conseil des États, parmi les membres du Conseil fédéral le deuxième mercredi de la session d'hiver.
Son mandat dure un an et correspond à l'année civile (du 1er janvier au 31 décembre). Il n'est pas immédiatement rééligible, y compris à la vice-présidence du Conseil fédéral, mais peut remplir plusieurs mandats non successifs,.

### Élection
Le 13 décembre 2006, avec 147 voix, Micheline Calmy-Rey, du Parti socialiste, est élue présidente de la Confédération pour l'année 2007. Elle succède au président sortant Moritz Leuenberger, du Parti socialiste.   
Il y a également d'autres candidats qui recueillent plusieurs voix : Christoph Blocher de l'UDC et Pascal Couchepin du PRD.      